# Dream Again (m.o.v.eのアルバム)
Dream Again（ドリームアゲイン）は、2010年3月3日に発売した、m.o.v.eの通算10枚目のオリジナルアルバムである。

## 概要
- 約1年振りとなるオリジナルアルバム。
- 「My Decades」はBOULDER収録の「Lookin' On The Sunny Side」のアンサーソングとして、yuriが作詞を担当している。[1]
- DVD付盤には、「Fate Seeker」・「創聖のアクエリオン」のMVと、SHIBUYA-AXにて開催された「LIVE TRANSFORM 2009」の未発表ライブ映像を収録。

## 収録曲

### CD
1. Dream Again
2. Fate Seeker
3. Never Regret
4. Bar "Nine"
5. Infinity Loop
6. ギラギラ
7. INSOMNIAC
8. シークレット★キャンディ
9. The Pacific Caravan
10. VISION
11. My Decades

### DVD
1. Fate Seeker【MUSIC VIDEO】
2. 創聖のアクエリオン【MUSIC VIDEO】
3. DOGFIGHT【LIVE TRANSFORM 2009 @SHIBUYA-AX】